# System on module
System on module (système sur un module en anglais, abrégé en SOM) est un type d'ordinateur monocarte pouvant être enfiché sur une carte de base (en anglais baseboard), ou certaines cartes mères.

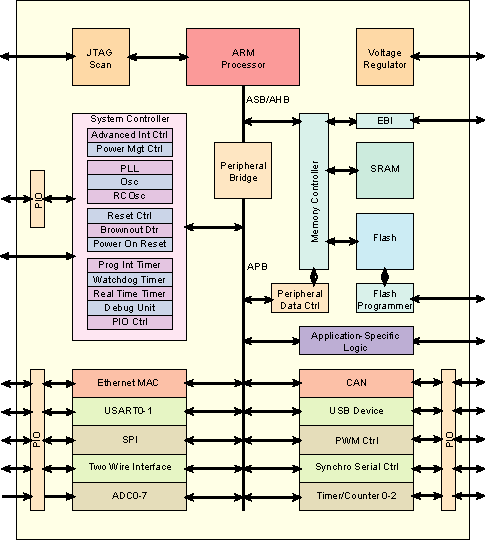
Diagramme en bloc d'un SOM basé sur un SoC ARM

C'est le principe utilisé par les lames, dans les centres de données.
C'est aussi aujourd'hui le principe utilisé sur certains types de nano-ordinateurs ou cartes de développements. 
Il était également possible sur les ordinateurs de la marque Commodore, Amiga 2000 d'enficher une carte fille, dite carte passerelle comportant la majorité du matériel d'une carte mère d'un PC.